# Guy-Elphège Anouman
Guy-Elphège Anouman (né le 13 juin 1994 à La Garenne-Colombes) est un athlète français, spécialiste du sprint et du saut en longueur.

## Biographie
Il se révèle en février 2011 lors des championnats de France en salle d'Aubière en remportant, à seize ans seulement, le titre senior du 200 mètres, et en établissant à cette occasion la meilleure performance mondiale cadet en salle de tous les temps en 21 s 13. 
En 2012, il remporte le titre national junior en plein air au saut en longueur, et se classe par ailleurs onzième des championnats du monde juniors de Barcelone avec 7,27 m. En 2013, à Rieti, il remporte la médaille de bronze de la longueur lors des Championnats d'Europe juniors, avec un saut à 7,60 m.
Il remporte la médaille de bronze sur 100 m lors des Championnats d'Europe espoirs d'athlétisme 2015 à Tallinn, derrière Giovanni Galbieri et Denis Dimitrov.

## Palmarès

### International
| Date | Compétition                       | Lieu      | Résultat | Épreuve   | Marque  |
| ---- | --------------------------------- | --------- | -------- | --------- | ------- |
| 2012 | Championnats du monde juniors     | Barcelone | 11e      | Longueur  | 7,27 m  |
| 2013 | Championnats d'Europe juniors     | Rieti     | 3e       | Longueur  | 7,60 m  |
| 2015 | Championnats d'Europe espoirs     | Tallinn   | 3e       | 100 m     | 10 s 39 |
| 2015 | Championnats d'Europe espoirs     | Tallinn   | 1er      | 4 x 100 m | 39 s 36 |
| 2015 | Championnats du monde             | Pékin     | 5e       | 4 x 100 m | 38 s 23 |
| 2017 | Championnats d'Europe par équipes | Lille     | 3e       | 4 x 100 m | 38 s 68 |

### National
- Championnats de France d'athlétisme
  - Salle : vainqueur du 200 m en 2011

### Records
| Épreuve   | Épreuve          | Performance | Lieu                  | Date                         |
| --------- | ---------------- | ----------- | --------------------- | ---------------------------- |
| Plein air | 100 m            | 10 s 32     | Paris                 | 4 juillet 2015               |
| Plein air | 200 m            | 20 s 86     | Tomblaine             | 26 juillet 2015              |
| Plein air | Saut en longueur | 7,62 m      | Lens Nogent-sur-Marne | 22 juillet 2012 16 juin 2013 |
| Salle     | 200 m            | 21 s 13     | Aubière               | 19 février 2011              |
| Salle     | Saut en longueur | 7,50 m      | Aubière               | 12 mars 2011                 |